# Philippines Football League 2024
La Philippines Football League 2024 è stata la 6ª edizione della massima divisione del campionato filippino di calcio. Il campionato è iniziato il 6 aprile 2024 ed è terminato il 15 luglio successivo, con il Kaya-Iloilo, la squadra campione in carica, che si è confermata campionessa per la seconda volta consecutiva.

## Stagione

### Novità
Nel febbraio 2024 Federazione calcistica delle Filippine ha annunciato dei cambi di formato per la stagione 2024, tornando al calendario su anno solare e allargando il campionato a 16 squadre, il numero più alto di squadre partecipanti dalla nascita del campionato.
In virtù dell'allargamento, la federazione ha concesso anche a squadre senza licenza professionistica di prendere parte al campionato. Cinque squadre dalla stagione precedente hanno confermato la loro partecipazione, insieme con le rientranti Davao Aguilas e Loyola M.S., che hanno confermato la loro partecipazione nel novembre 2023. Nel mese successivo anche Don Bosco e Manila Montet hanno annunciato che avrebbero preso parte al campionato. Inizialmente la competizione avrebbe dovuto comprendere 12 squadre, ma a causa dell'elevata richiesta è stato deciso un ulteriore allargamento.
Nel febbraio 2024 anche lo United City, che precedentemente si era ritirato dalla stagione 2022-2023, ha annunciato che avrebbe fatto ritorno nel campionato. Il 5 febbraio la federazione ha confermato che il campionato avrebbe accolto un totale di 15 partecipanti, con cinque club che avevano già preso parte ad edizioni precedenti e un debuttante, il One Taguig.

### Formula
Le 15 squadre partecipanti giocano un girone all'italiana con partite di andata e ritorno, per un totale di 28 giornate. Al termine della stagione, la prima classificata è campione delle Filippine e si qualifica per la AFC Champions League Two 2024-2025 insieme con la seconda.

## Squadre partecipanti
| Squadra              | Città  | Stagione precedente                                |
| -------------------- | ------ | -------------------------------------------------- |
| Davao Aguilas        | Davao  | Non partecipante                                   |
| Don Bosco            | Manila | Non partecipante                                   |
| Dynamic Herb Cebu    | Cebu   | 2° in Philippines Football League 2022-23          |
| Kaya-Iloilo          | Iloilo | Campione delle Filippine                           |
| Loyola M.S.          | Manila | Non partecipante                                   |
| Maharlika            | Manila | 5° in Philippines Football League 2022-23          |
| Manila Digger        | Manila | Non partecipante                                   |
| Manila Montet        | Manila | Non partecipante                                   |
| Mendiola 1991        | Cavite | 4° in Philippines Football League 2022-23          |
| One Taguig           | Manila | Non partecipante                                   |
| Philippine Air Force | Manila | Non partecipante                                   |
| Philippine Army      | Manila | Non partecipante                                   |
| Stallion             | Biñan  | 3° in Philippines Football League 2022-23          |
| Tuloy                | Manila | Non partecipante                                   |
| United City          | Tarlac | Ritirato dalla Philippines Football League 2022-23 |

## Classifica
|                      | Pos. | Squadra              | Pt | G  | V  | N | P  | GF | GS  | DR   |
| -------------------- | ---- | -------------------- | -- | -- | -- | - | -- | -- | --- | ---- |
| Filippine (bandiera) | 1.   | Kaya-Iloilo          | 40 | 14 | 13 | 1 | 0  | 82 | 5   | +77  |
|                      | 2.   | Dynamic Herb Cebu    | 36 | 14 | 12 | 0 | 2  | 66 | 9   | +57  |
|                      | 3.   | Stallion             | 32 | 14 | 10 | 2 | 2  | 65 | 12  | +53  |
|                      | 4.   | Davao Aguilas        | 32 | 14 | 10 | 2 | 2  | 39 | 6   | +33  |
|                      | 5.   | One Taguig           | 31 | 14 | 9  | 4 | 1  | 69 | 14  | +55  |
|                      | 6.   | United City          | 30 | 14 | 9  | 3 | 2  | 51 | 13  | +38  |
|                      | 7.   | Manila Digger        | 24 | 14 | 8  | 0 | 6  | 35 | 25  | +15  |
|                      | 8.   | Loyola M.S.          | 16 | 14 | 5  | 1 | 8  | 32 | 45  | -13  |
|                      | 9.   | Maharlika            | 16 | 14 | 5  | 1 | 8  | 23 | 53  | -30  |
|                      | 10.  | Mendiola 1991        | 13 | 14 | 4  | 1 | 9  | 27 | 46  | -19  |
|                      | 11.  | Don Bosco Garelli    | 9  | 14 | 4  | 0 | 10 | 15 | 85  | -70  |
|                      | 12.  | Tuloy                | 9  | 14 | 3  | 0 | 11 | 28 | 52  | -24  |
|                      | 13.  | Philippine Air Force | 9  | 14 | 3  | 0 | 11 | 19 | 59  | -40  |
|                      | 14.  | Philippine Army      | 7  | 14 | 2  | 1 | 11 | 15 | 42  | -27  |
|                      | 15.  | Manila Montet        | 0  | 14 | 0  | 0 | 14 | 3  | 103 | -100 |

Legenda
      Campione delle Filippine e ammessa alla AFC Champions League Two 2024-2025.
      Qualificata per la AFC Champions League Two 2024-2025
Note:
Tre punti a vittoria, uno a pareggio, zero a sconfitta.